# مهرجان موسم جدة
مهرجان موسم جدة هو موسم يهدف إلى تسليط الضوء على جدة وضمها إلى المجتمع العالمي وجعلها عاصمة السياحة والترفيه في المملكة العربية السعودية. وهو واحد من ضمن 11 موسم أُطلق تحت مبادرة «مواسم السعودية 2019» التي تحتفل بها المملكة طوال السنة.
ويضم المهرجان فعاليات ضخمة في عالم من الترفيه، تشمل الموسيقى، والفن، والثقافة، والرياضة وغيرها، في فترة تمتد من من 8 يونيو إلى 18 يوليو (لمدة 41 يومًا). تقدم فيها عروض فنية وحفلات موسيقية ومسرحيات وعروض الملاكمة وبطولات الألعاب الإلكترونية.

## الفعاليات
هناك أكثر من 80 فعالية ستقام في 5 وجهات رئيسية وفعاليات أخرى حول المدينة، يغطي مهرجان موسم جدة مجموعة واسعة من الأنشطة بما في ذلك العروض الموسيقية في الشوارع، وبطولات ألعاب الفيديو، وعروض الأطفال، وغيرها من الفعاليات. 
أما فعاليات موسم جدة 2022م، فبدأت في اليوم الثاني من شهر مايو من العام الحالي 2022م وتستمر لمدة شهرين، تحتوي الفعالية على تسع مناطق ترفيهية؛ سيتي ووك، جدة بير، جدة جنغل، نادي جدة لليخوت، فيوجن سيرك دي سوليه، جدة سوبردوم، جدة آرت بروميناد، حديقة الأمير ماجد، والبلد. وبكل منطقة فعاليات مختلفة ومطاعم وكافيهات عالمية.

## الوجهات الرئيسية
هناك خمسة الوجهات الرئيسية  للمهرجان هي: 
- أبحر: تعتبر أبحُر شريان جدة الأكبر بساحلها الممتد الطويل، حيث يضم مجموعة لا تنتهي من الشواطئ، وهي الوجهة المثالية لمحبي الرياضات والألعاب والآلات المائية على الشاطئ وكل الأنشطة التي تندرج تحت أشعة الشمس.
- جدة التاريخية: تتباهى جدة بعجائبها وسحر تاريخها في وسط المدينة المعروف بمنطقة البلد، وهي منطقة اشتهرت بمعمار منازلها ورواشينها التقليدية الغنية بالقصص، وبسوقها القديم ودكاكينه التي تنشر عبق الماضي، وتعد جدة التاريخية مدينة تجارية قديمة مدرجة ضمن قائمة التراث العالمي لليونسكو.
- الجوهرة: مَعلم مُبتكر ونقطة تحول توضح آخر ما توصل إليه الطموح السعودي نحو التميز الرياضي. تقع على بعد حوالي 50 كم شمال جدة، وهو مكان عالمي لتجمع محبي الرياضة حول العالم.
- الحمراء: واحدة من أقدم الأحياء وأعرقها في جدة، تعرف أيضًا بجمال كورنيشها، وهي منطقة مليئة بالأكشاك، ومراكز التسوق، والمطاعم المتنوعة، كما أنها تحتوي على أطول نافورة في العالم: نافورة الملك فهد.
- واجهة جدة البحرية: اكتشف أهم الوجهات وأكثرها زيارة من قِبل سكان جدة ووافديها، تتزين الواجهة البحرية بمنحوتات فنية وساحات لعب، ومطاعم ومناطق للشاطئ المفتوح يستمتع بها الجميع.

## معرض الصور

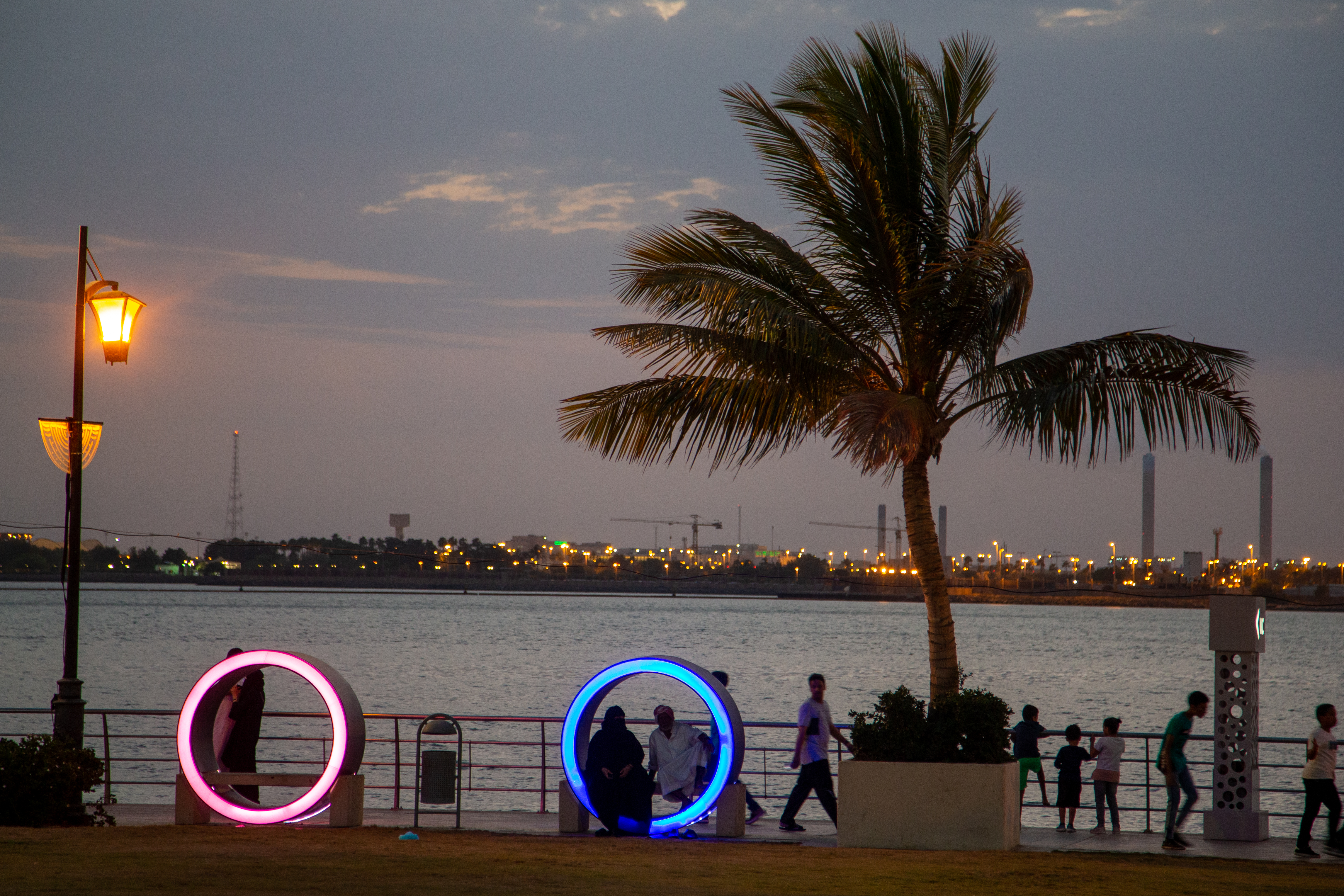
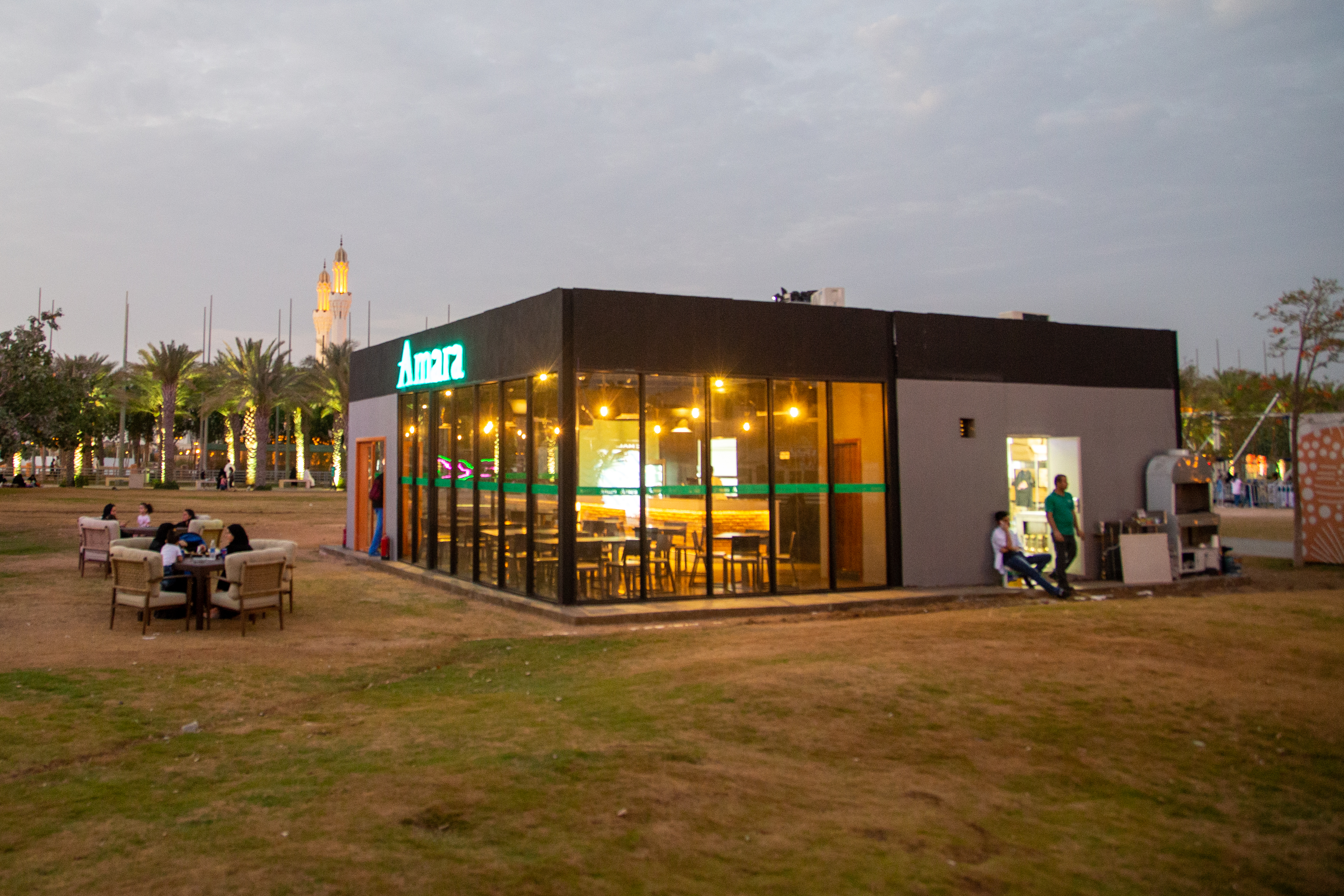
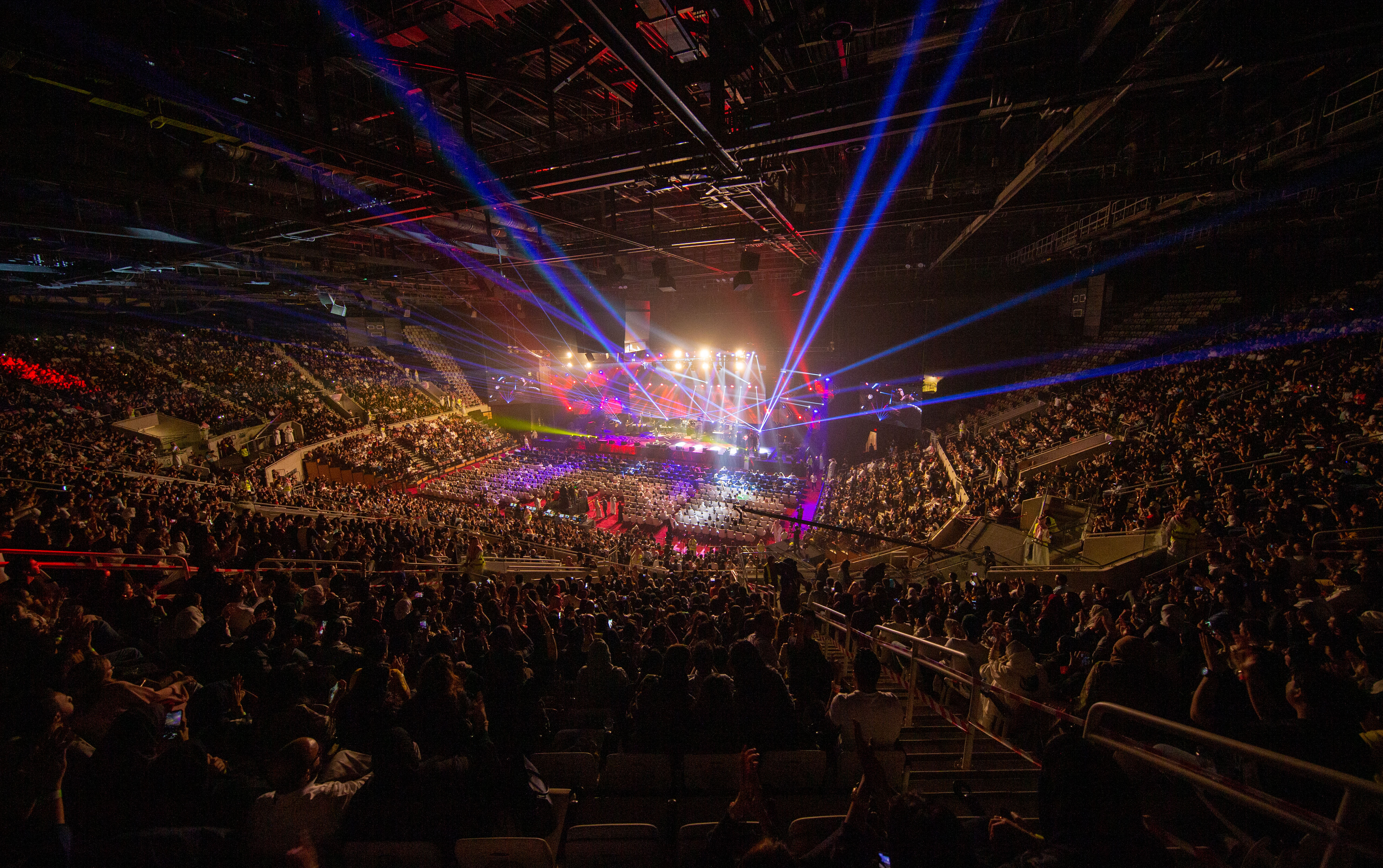
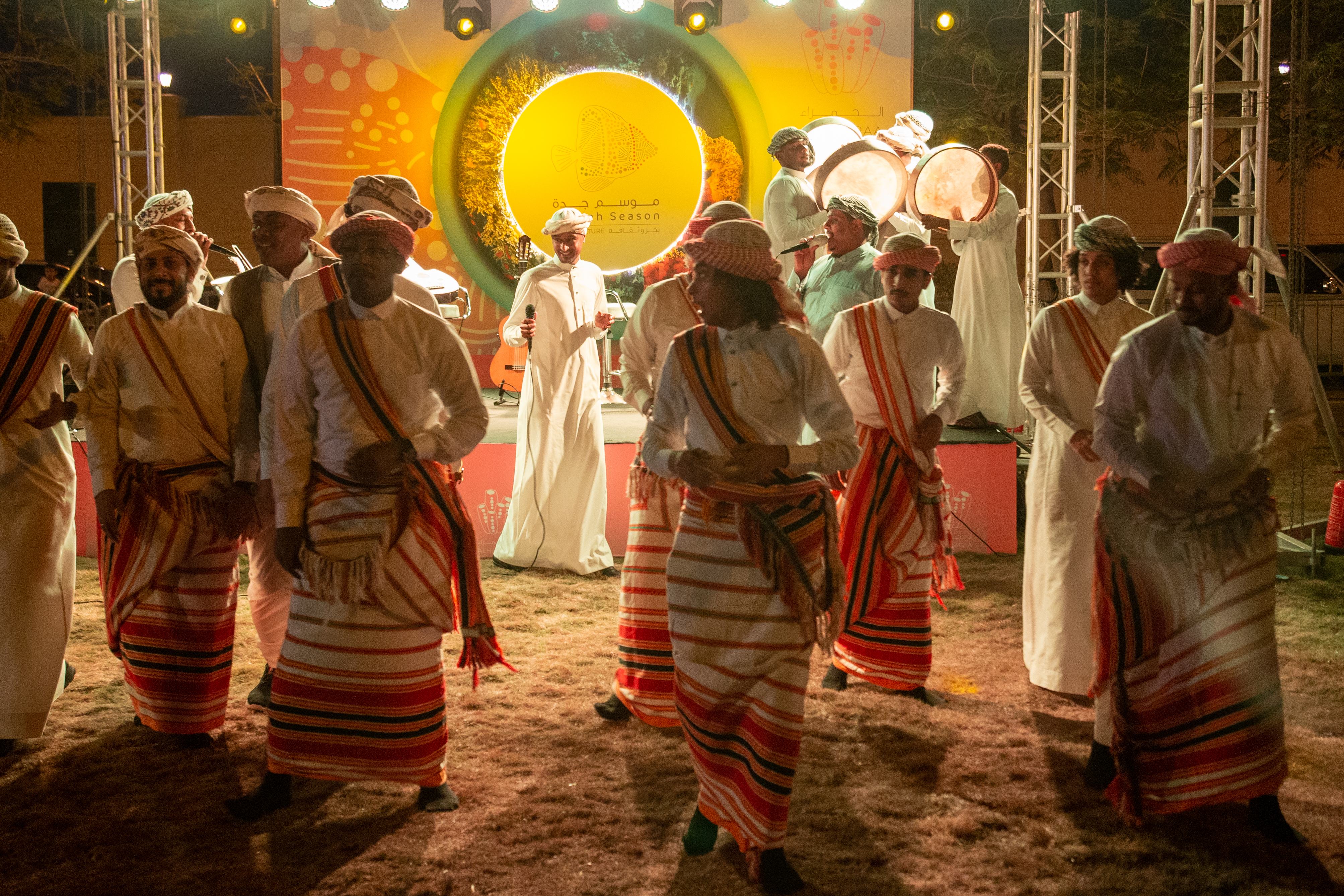
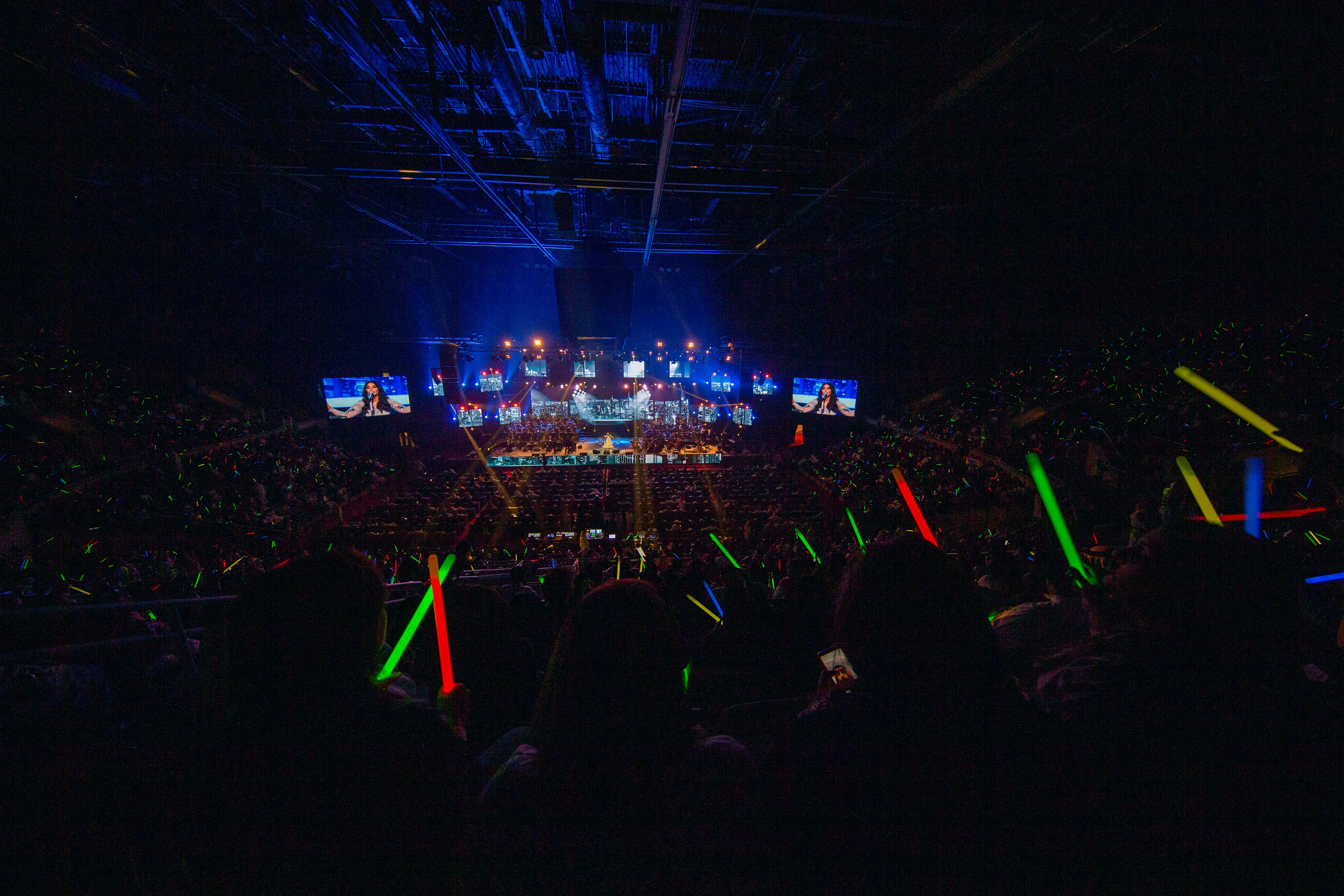
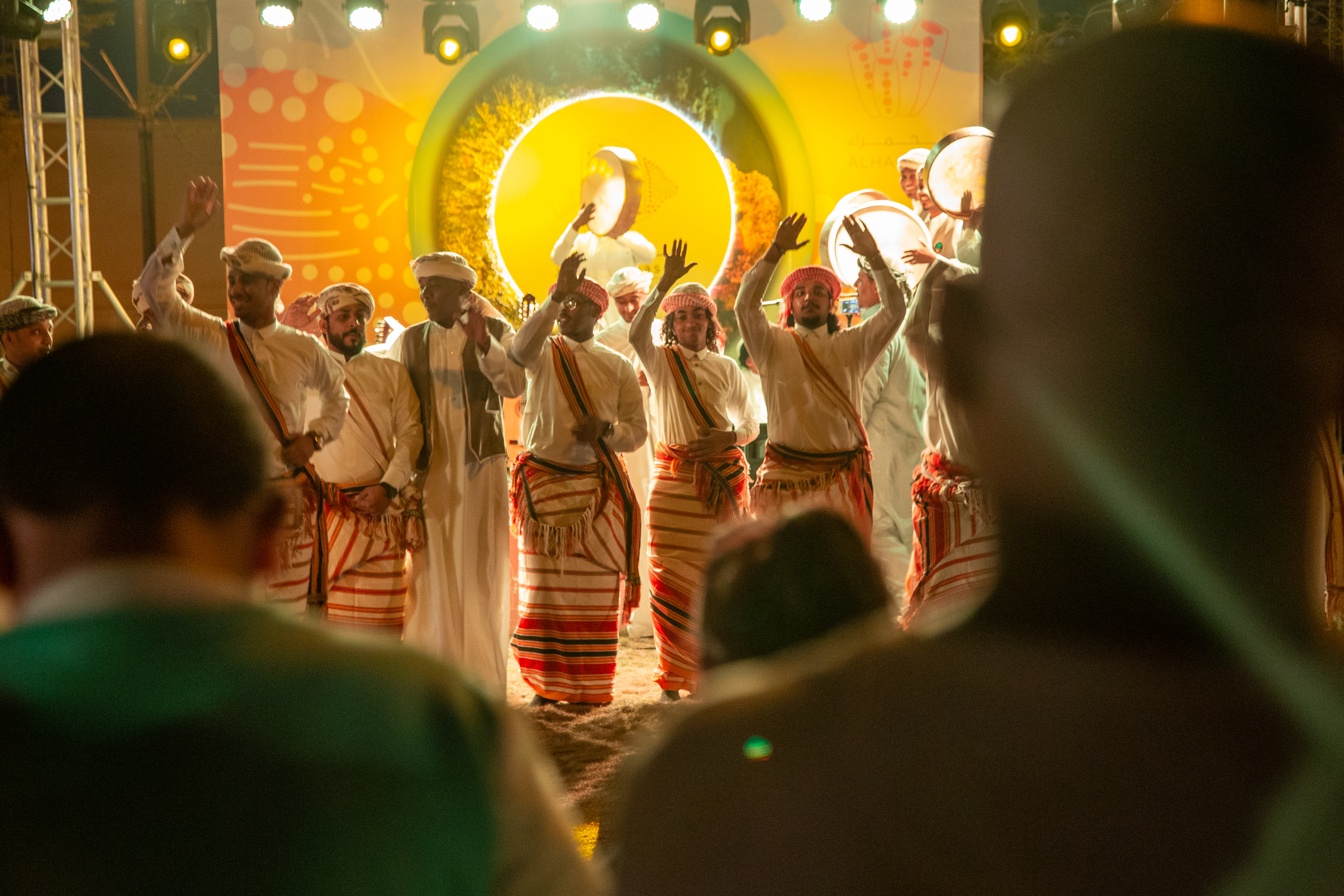